# Lin Wenjun
Lin Wenjun (en chino: 林文君; 3 de junio de 1997) es una deportista china que compite en piragüismo en la modalidad de aguas tranquilas.
Ganó seis medallas en el Campeonato Mundial de Piragüismo entre los años 2019 y 2023. Participó en los Juegos Olímpicos de Tokio 2020, ocupando el sexto lugar en la prueba de C2 200 m.

## Palmarés internacional
| Campeonato Mundial | Campeonato Mundial   | Campeonato Mundial | Campeonato Mundial |
| Año                | Lugar                | Medalla            | Competición        |
| ------------------ | -------------------- | ------------------ | ------------------ |
| 2019               | Szeged (Hungría)     | Medalla de oro     | C2 200 m           |
| 2022               | Halifax (Canadá)     | Medalla de plata   | C2 200 m           |
| 2022               | Halifax (Canadá)     | Medalla de bronce  | C1 200 m           |
| 2023               | Duisburgo (Alemania) | Medalla de oro     | C2 200 m           |
| 2023               | Duisburgo (Alemania) | Medalla de oro     | C4 500 m           |
| 2023               | Duisburgo (Alemania) | Medalla de bronce  | C1 200 m           |